# Hans Schade
Hans Schade (født 31. maj 1671 i Roskilde, død 11. oktober 1703 i København) var en dansk diplomat i polsk tjeneste. Han var søn af rektor Peder Schade.
Han blev student fra Roskilde Skole 1689, studerede først nogle år i København og begav sig derefter på en længere udenlandsrejse. I 1696 opholdt han sig i Amsterdam og ægtede her Catharina Meibom, datter af professor Marcus Meibom. Han synes da at have været en ganske velhavende mand. I 1698 blev han udnævnt til polsk resident i Amsterdam og i begyndelsen af 1700 til resident i Danmark. Hans ophold her blev imidlertid kun en lang række fortrædeligheder for ham. Han synes at have været en temmelig selvbevidst mand og kom snart i et meget spændt forhold til flere af de ledende danske statsmænd, særlig Plessen; helt galt blev det, da der kort efter kom en franskmand Moreau, der tidligere havde haft forbindelser med det polske hof, til København. Han protegeredes stærkt af Plessen og Christian von Lente og fik ved deres hjælp forskellige diplomatiske kommissioner for det polske hof med forbigåelse af Schade. Dette forbitrede denne i høj grad, og da han desuden ikke fik nogen som helst løn udbetalt, bad han fra midten af 1701 atter og atter om sin afsked, men først i maj 1703 kaldtes han tilbage, da Moreau udnævntes til envoyé. Det trak imidlertid ud med hans Afrejse, men han stod i øvrigt lige i begreb med at drage bort, da Moreau pludselig døde 9. oktober. Da dødsbudskabet straks meldtes Schade, begav denne sig til Moreaus bolig for på kongen af Polens vegne at forsegle hans brevskaber. Dette var imidlertid allerede besørget af Plessens sekretær, og der opstod nu en ordstrid, som endte med, at en af de tilstedeværende, kammerråd Burchard von Suhm, drog sin kårde og tilføjede Schade et alvorligt sår i underlivet, hvoraf han døde. Drabet vakte stor opsigt i København, og Suhm, der imidlertid var flygtet, blev året efter af Højesteret dømt fra livet som skyldig i forsætligt drab.